# Артур Бренч
Артур Бренч је измишљени лик у криминалистичкој ТВ драми Ред и закон и једног од њених огранака Ред и закон: Суђење пред поротом. Бренч се такође појавио и у серијама Ред и закон: Одељење за специјалне жртве, Ред и закон: Злочиначке намере и Пресуда. Појавио се у 142 епизоде различитих серија у франшизи (116 серије Ред и закон, 13 серије Ред и закон: Суђење пред поротом, 11 серије Ред и закон: Одељење за специјалне жртве, 1 серије Ред и закон: Злочиначке намере и 1 серије Пресуда).
Бренча је тумачио бивши амерички сенатор Фред Далтон Томпсон. Он је Бренча у исто време играо и у серији Ред и закон и у серији Ред и закон: суђење пред поротом што га је учинило једним од ретких глумаца који су имали главну улогу у две ТВ серије истовремено као исти лик. Када је Томпсон започео улогу, још увек је био члан Сената Сједињених Држава - његов мандат је истекао тек неколико месеци након емитовања његове прве епизоде - чиме је Томпсон постао први седећи амерички сенатор који је на ТВ-у тумачио некога другог осим себе. (Томпсон је имао активну глумачку каријеру пре избора у Сенат.)
Томпсон је био једини члан главне поставе серије Ред и закон који је некада био тужилац у стварном животу. Радио је као помоћник државног тужиоца од 1969. до 1972.

## Позадина лика
Бренч је дипломирао на Универзитету "Јејл" и Правном факултету "Јејл". Касније је био професор на овом другом. Он и његова супруга Лилиајн живе у Њујорку од пресељења раних 1980-их из државе Џорџије. Судећи по Мекоју, Лилијан „воли мирис бетона“ и не би дозволиа Артуру да се врати из Њујорка назад у Џорџију. Артур и Лилијан имају најмање једно дете, сина Бобија. Такође имају унука и унуку по Меги. Такође има нећака по имену Енди. Поседује Шевролет и Порше. Говори са јужњачким нагласком и често користи шарене метафоре.
Бренч је изабран за окружног тужиоца Менхетна 2002. године, заменивши Нору Луин (Дајен Вист). Пре него што је постао окружни тужилац, био је успешан као заступник и постао је шеф своје заступничке пословнице у Њујорку. Каже да је изабран за окружног тужиоца јер су људи на Менхетну желели да се осећају сигурно након напада 11. септембра. Заједно са Одафином Тутуолом (Ајс Ти), он и Еби Кармајкл (Енџи Хармон) једини су ликови у франшизи за које се зна да су републиканци. Бренчова администрација је оштра супротност администрацији Луинове јер подржава казну смрти и не верује у постојање уставног права на особност. Написао је књигу о правосудном саставу и представљао је кинеску владу када је радио у приватној пракси.
Његов правни и политички конзервативизам често га доводи у сукоб са Џеком Мекојем (Сем Вотерстон), местимично либералним центристом, као и са његовом претходном помоћницом Сереном Садерлин (Елизабет Ром), либералном идеалистом. Имао је неколико свађа са Александром Борџијом (Ени Перис), која је у својим ставовима конзервативнија од Садерлинове. Приказано је да има пријатељски радни однос са ПОТ Кони Рубирозом (Алана де ла Гарза).
Снажно подржава ирачки рат. Не противи се истополним браковима, нитиих посебно одобрава. Он верује да се то не тиче њега нити савезне владе. Иако је његова правна филозофија изразито конзервативна, он није слепо присталица. Он приписује забрану дроге циничним, политичким мотивима, Народну гарду назива "бригадом Дена Квејла" и није несклон тражењу алтернатива смртној казни када сматра да је то прикладно.
Иако се лично противи побачају, себе описује као још „прозаконитог“ и наређује Оливији Бенсон (Мариска Харгитеј) и Кејси Новак (Дајен Нил) да ухапсе лекара који је намерно завео младу трудницу како би је уверио да ће јој трудноћа трајати преко редовног раздоба, подстичући је да тако очајнички тражи од свог дечка да је набоде како би изазваомртво рођено дете.
У епизоди "Није то љубав", Бренч је дао отказ Садерлиновој јер је осећао да је непримерено наклоњена окривљеном кога кривично гони. Упркос њеном страху на растанку, Бренч каже да је није отпустио јер је лезбијка.
У мају 2007. године, Фред Далтон Томпсон напустио је серију Ред и закон да би се кандидовао као члан Републиканске странке на изборима за председника 2008. године. У серији није наведен разлог Бренчовог одласка, а Мекој је изабран за тужиоца током остатка мандата. У последњој призору, Бренч је указивао Мекоју да би могао да се кандидује за окружног тужиоца у будућности на шта је Мекој одговорио: „Ја нисам никакав политичар, Артуре“, а Бренч је рекао:, „Да. Сви то кажу“. Та изјава је противречна претходној коју је неколико пута раније говорио Мекоју упозоравајући га: "Ти си добар тужилац, Џек. Али, никада нећеш бити окружни тужилац."
У октобру 2009. године, извршни ПОТ Мајкл Катер (Линус Роуч) говори Мекоју да продукција једног ријалитија на Дугом острву жели да Бренч буде у жирију где ће председавати у суђењу око побуда главе два дисфункционална домаћинства који су обојица осумњичени за убиство.

## Појављивања у другим ТВ серијама
- Ред и закон: Одељење за специјалне жртве
  - Четврта сезона
    - Епизода 21: "Заблуда"

  - Пета сезона
    - Епизода 2: "Манија"
    - Епизода 4: "Губитак"
    - Епизода 5: "Судба"
    - Епизода 8: "Гнусно"
    - Епизода 10: "Потрес"

  - Шеста сезона
    - Епизода 20: "Ноћ"
    - Епизода 23: "Голијат"

  - Седма сезона
    - Епизода 8: "Изладњивање"
    - Епизода 9: "Успаванка"
- Ред и закон: Злочиначке намере
  - Пета сезона
    - Епизода 7: "Нестале у ситне сате (2. део)"
- Пресуда
  - Пробна